# Dejan Jović
Dejan Jović, v srbské cyrilici Дејан Јовић (* 12. dubna 1968 Samobor, Jugoslávie) je politolog, analytik a doktor politických věd, který se věnoval především analýze rozpadu Jugoslávie. Původem je částečně Srb a částečně Chorvat.
Jović studoval v Záhřebu; magisterská studia dokončil v Lublani a Manchesteru. V roce 1999 dokončil doktorská studia na London School of Economics. Deset let poté pracoval jako profesor na univerzitě v britském Stirlingu. Od roku 2009 působí na Záhřebské univerzitě. Byl rovněž analytikem chorvatského prezidenta Iva Josipoviće.